# 90
90. је била проста година.

## Догађаји
- Цар: Домицијан; конзули: Домицијан и Нерва; Проконзул: Луције Окреа (у Азији).
- Око 90 – око 110 – краљ Јерменије Санатрук.

## Рођења
- Википедија:Непознат датум — Клаудије Птолемеј — грчки математичар, астроном и географ.

## Смрти
- Википедија:Непознат датум — Гај Валерије Флак- римски песник